# Polski Komitet Normalizacji, Miar i Jakości
Polski Komitet Normalizacji, Miar i Jakości – centralny organ administracji państwowej istniejący w latach 1972–1993, ustanowiony w sprawach normalizacji, miar i probiernictwa.

## Powołanie
Na podstawie ustawy z 1972 r. o utworzeniu Polskiego Komitetu Normalizacji i Miar ustanowiono Urząd, którego nazwa została rozszerzona o jeden wyraz „jakość” i od 1979 r. występował jako Polski Komitet Normalizacji, Miar i Jakości. Komitet podlegał Prezesowi Rady Ministrów.

## Podstawowe kierunki działania
Na podstawie rozporządzenie Rady Ministrów z 1972 r. w sprawie szczegółowego zakresu działania Komitetu do podstawowych kierunków działania należały sprawy:
- rozwoju normalizacji (typizacji i unifikacji) stosownie do potrzeb społecznych, gospodarczych i obronności kraju oraz wymagań postępu naukowo-technicznego, jak również kontrola wykorzystania normalizacji w działalności gospodarczej oraz inicjowanie i prowadzenie prac w zakresie ogólnych zagadnień jakości,
- zapewnienie jednolitości miar, rzetelności i odpowiedniej jakości narzędzi pomiarowych oraz właściwego ich stosowania w gospodarce narodowej,
- kontrola zawartości metali szlachetnych w wyrobach przeznaczonych do obrotu oraz badanie jakości kamieni szlachetnych.

## Zakres działania
Do zakresu działania Komitetu w sprawach normalizacji należało:
- określanie kierunków prac normalizacyjnych i wytycznych tematycznych rozwoju działalności normalizacyjnej na podstawie ustalonych założeń rozwoju naukowo-technicznego, gospodarczego i społecznego kraju,
- ustalanie zasad organizacji i planowania prac normalizacyjnych oraz wytycznych prowadzenia tych prac w gospodarce narodowej,
- opracowywanie projektów wieloletnich i rocznych planów podstawowych (wybranych) prac normalizacyjnych przy współdziałaniu w tym zakresie z Komisją Planowania przy Radzie Ministrów, Państwową Radą Gospodarki Materiałowej i zainteresowanymi ministrami (urzędami centralnymi),
- zatwierdzanie w porozumieniu z zainteresowanymi ministrami (urzędami centralnymi) rocznych planów podstawowych (wybranych) prac normalizacyjnych,
- określanie głównych kierunków rozwoju typizacji i unifikacji w dziedzinie konstrukcji maszyn i urządzeń oraz procesów technologicznych, a także koordynacja prac w tym zakresie, z wyjątkiem spraw typizacji i unifikacji w budownictwie,
- współdziałanie z zainteresowanymi ministrami (urzędami centralnymi) w zakresie prac określonych w pkt 5 w celu wykorzystywania wyników tych prac dla przedsięwzięć związanych z rozwojem kooperacji i specjalizacji produkcji,
- inicjowanie i prowadzenie prac naukowo-badawczych w zakresie teorii, metod i techniki prac normalizacyjnych oraz ekonomiki normalizacji,
- inicjowanie, koordynowanie oraz prowadzenie prac analityczno-badawczych nad stanem normalizacji w kraju, potrzebami gospodarki narodowej i obronności kraju oraz skutecznością środków wpływających na postęp w tym zakresie, jak również analizowanie stanu rozwoju normalizacji za granicą,
- współpraca z placówkami naukowo-badawczymi i innymi jednostkami organizacyjnymi prowadzącymi prace naukowo-badawcze oraz występowanie z wnioskami o włączenie do planów prac tych jednostek zagadnień z zakresu normalizacji,
- inicjowanie, koordynowanie i prowadzenie prac naukowo-badawczych w zakresie ogólnych zagadnień jakości produkowanych wyrobów oraz - w porozumieniu z zainteresowanymi ministrami (urzędami centralnymi) i organizacjami społecznymi - przedsięwzięć mających na celu popularyzację nowoczesnych metod i zasad oddziaływania na jakość; prowadzenie wymiany doświadczeń i publikacji w tym zakresie z właściwymi organizacjami międzynarodowymi i odpowiednimi instytucjami zagranicznymi,
- ustanawianie Polskich Norm,
- opracowywanie wybranych projektów Polskich Norm,
- rozstrzyganie rozbieżności między resortami w zakresie nie uzgodnionych postanowień w projektach Polskich Norm,
- udzielanie zezwoleń na odstąpienie od Polskich Norm,
- ocena projektów norm branżowych w zakresie określonym szczególnymi przepisami,
- kontrola prac normalizacyjnych i stosowania norm oraz współdziałanie w tym zakresie z właściwymi organami administracji państwowej,
- inicjowanie i podejmowanie w porozumieniu z właściwymi ministrami (urzędami centralnymi) oraz organizacjami społecznymi przedsięwzięć mających na celu popularyzację oraz przyśpieszanie wdrażania i upowszechniania wyników prac w zakresie normalizacji i nowoczesnych metod oddziaływania na jakość produkowanych wyrobów,
- ustalanie zasad rejestru i ewidencji norm oraz prowadzenie rejestru Polskich Norm i norm branżowych,
- wydawanie i rozpowszechnianie Polskich Norm i norm branżowych oraz katalogów tych norm,
- opiniowanie na wniosek Ministra Finansów wystąpień ministrów (kierowników urzędów centralnych), dotyczących kredytów na prace normalizacyjne,
- ustalanie zasad atestacji wyrobów oraz koordynacja prac w tym zakresie,
- ustalanie ogólnych kierunków i koordynacja działalności wynikającej z udziału Polski w międzynarodowej współpracy w dziedzinie normalizacji, uczestnictwo i reprezentowanie Polski w pracach międzynarodowych w tym zakresie, a w szczególności w międzynarodowych organizacjach do spraw normalizacji i zagadnień jakości.

### Zakres działania w sprawie miar i narzędzi pomiarowych
Do zakresu działania Komitetu w sprawach miar i narzędzi pomiarowych należy:
- określanie kierunków prac metrologicznych z uwzględnieniem rocznych i wieloletnich planów gospodarczych, a zwłaszcza planów prac naukowo-badawczych i rozwojowych,
- inicjowanie i prowadzenie prac naukowo-badawczych w zakresie metrologii,
- inicjowanie oraz prowadzenie prac analityczno-badawczych nad stanem metrologii w kraju, potrzebami gospodarki narodowej i obronności kraju oraz skutecznością środków wpływających na postęp w tym zakresie, jak również analizowanie stanu rozwoju metrologii za granicą,
- współpraca z placówkami naukowo-badawczymi i innymi jednostkami organizacyjnymi prowadzącymi prace naukowo-badawcze oraz występowanie z wnioskami o włączenie do planów prac tych jednostek zagadnień z zakresu metrologii,
- prowadzenie prac dotyczących jednostek miar; ustalanie państwowych wzorców miar, wzorców fizycznych, chemicznych lub innych własności materii i materiałów, miejsc i warunków przechowywania tych wzorców, jednolitych danych odniesienia dla stałych fizycznych własności materiałów oraz porównywanie wzorców państwowych z odpowiednimi wzorcami międzynarodowymi i odtwarzanie ich dla potrzeb gospodarki,
- ustalanie przepisów o narzędziach pomiarowych, wzorcach fizycznych, chemicznych i innych własności materii i materiałów oraz wydawanie niezbędnych opracowań metodycznych i instruktażowych,
- opracowywanie i ustalanie wzorcowych metod pomiarowych i niektórych wzorcowych zestawów przyrządów pomiarowych oraz prowadzenie prac nad ich unifikacją,
- dokonywanie legalizacji narzędzi pomiarowych,
- organizowanie sieci placówek legalizujących narzędzia pomiarowe oraz upoważnianie przedsiębiorstw, instytutów naukowo-badawczych i innych państwowych jednostek organizacyjnych do legalizacji narzędzi pomiarowych,
- określanie zasad i warunków zatwierdzania typów narzędzi pomiarowych podlegających obowiązkowi zatwierdzania typu,
- badanie i zatwierdzanie typów narzędzi pomiarowych przed rozpoczęciem ich seryjnej produkcji oraz upoważnianie określonych jednostek organizacyjnych do zatwierdzania typu narzędzi pomiarowych nie podlegających obowiązkowi legalizacji,
- udzielanie zezwoleń na sprowadzanie z zagranicy narzędzi pomiarowych podlegających obowiązkowi legalizacji,
- kontrola stosowania przepisów o miarach i narzędziach pomiarowych oraz współdziałanie w tym zakresie z właściwymi organami administracji państwowej,
- kontrola właściwego stosowania narzędzi pomiarowych oraz prawidłowego przechowywania wzorców,
- nadzór nad zakładami wytwarzającymi i naprawiającymi narzędzia pomiarowe w zakresie rzetelności i odpowiedniej jakości tych narzędzi,
- inicjowanie i podejmowanie w porozumieniu z właściwymi ministrami (urzędami centralnymi) oraz organizacjami społecznymi przedsięwzięć mających na celu popularyzację oraz przyspieszanie wdrażania i upowszechniania wyników prac w zakresie metrologii,
- ustalanie ogólnych kierunków i koordynowanie działalności wynikającej z udziału Polski w międzynarodowej współpracy w dziedzinie metrologii, uczestnictwo i reprezentowanie Polski w pracach międzynarodowych w tym zakresie, a w szczególności w międzynarodowych organizacjach do spraw metrologii.

## Kierowanie
Na czele Komitetu stał Prezes. Prezesa i wiceprezesów Komitetu powoływał i odwoływał Prezes Rady Ministrów.
Komitetowi podlegały:
- terenowe urzędy miar,
- urzędy probiercze.

Komitet wydawał Dziennik Normalizacji i Miar, w którym ogłaszano Polskie Normy, normy branżowe i inne akty prawne, których ogłoszenie wynikało z przepisów szczegółowych.

## Utworzenie Polskiego Komitetu Normalizacji, Miar i Jakości z 1979 r.
Na podstawie ustawy z 1979 r. o jakości wyrobów, usług, robót i obiektów budowlanych wprowadzono zmiany polegające na tym, że do istniejącej nazwy Komitetu dodano frazę „i Jakości”.
Do zakresu działania Komitetu należały sprawy normalizacji, miar, probiernictwa oraz jakości wyrobów, usług, robót i obiektów budowlanych.

## Zniesienie
Na podstawie ustawy z 1993 r. o utworzeniu Głównego Urzędu Miar zniesiono Polski Komitet Normalizacji, Miar i Jakości.